# Frame Rate Control
Frame Rate Control (FRC) ist ein Verfahren, das es erlaubt, Display-Panels mehr und sauberere Farbabstufungen anzeigen lassen zu können, als der Timing-Controller (TCON) und der/die Source-Treiber-ICs (SD) des Panels es eigentlich erlauben.

Simulation eines Einblendens von Schwarz nach Weiß: Links: 4-bit/16-Farben-Panel ohne FRC, Mitte: 4-bit-Panel mit FRC auf 8 bit, Rechts: 8-bit/256-Farben-Panel
In der Praxis ist die Sichtbarkeit Größenordnungen geringer, da hier: in 200 %-Dar-
stellung, in sechsfacher Zeitlupe (bei 60 Hz-Panels) und mit simuliertem 4-bit-Panel.

Verwendet wird dieses Verfahren bei allen Arten von Display-Panels, d. h. sowohl bei TN-, bei VA- und bei IPS-Display-Panels, aber auch bei OLED-Display-Panels. Bei DLPs und Plasma-Display-Panels findet ein ähnliches Verfahren Anwendung, das allerdings mit höherer Frequenz (400…1200 Hz) und mit nur 2 Farben arbeitet und komplexer ist.
Das eigentliche Panel ist zwar prinzipiell in der Lage, beliebig feine Farbabstufungen darzustellen (ganz im Gegensatz zu Plasma-Panels), allerdings haben die TCONs und SDs häufig nur ein digitales Interface mit 6 bit (früher häufig, mittlerweile seltener), 8 bit (mittlerweile häufig) oder 10 bit (bei höherwertigen Produkten). Will man feinere Abstufungen darstellen, findet FRC Anwendung.

Hier das ganze in 100 %-Darstellung für ein 6-bit-Panel.

8 bit-Panel: Für die Darstellung in Echtzeit die Datei runterladen und mit einem Abspielprogramm ansehen.

Dabei handelt es sich um ein räumliches-zeitlich (d. h. ein dreidimensionales) Dithering ohne Error-Diffusion.
Durch das meist eingesetzte zeitliche Dithering kann es an kritischen Bildelementen zu einem leichten Flackern kommen.
Dies ist bei genauem Hinschauen bei billigen Panels zu erkennen, da es
- bei 6-bit-TCON deutlich auffälliger als bei 8-bit-TCONs zu sehen ist,
- geringe Auflösungen (HD Ready und schlechter) das Erkennen erleichtern und
- in dunklen Bildbereichen bei schrägem, aufhellenden Blick auf TN-Displays das Erkennen erleichtert wird.

Bei UHD-Panels mit 8-bit-TCON ist eingesetztes Dithering kaum zu erkennen, meist sieht man dort eher die TFT-Dot-Inversion-Pattern, die dem Schutz von Flüssigkristal-TFTs vor Zersetzung durch Elektrolyse dienen.
| Panel- Bits | +FRC-Bits =Summe | Bemerkungen                                                            |
| ----------- | ---------------- | ---------------------------------------------------------------------- |
| 06 bit      | +2 bit=08 bit    | viele VA-Panels (z. B. HP M32fw), früher Standard bei TN-Panels        |
| 08 bit      | 08 bit           | ohne FRC                                                               |
| 08 bit      | +2 bit=10 bit    | viele IPS-Panel                                                        |
| 10 bit      | 10 bit           | die meisten OLED-Panel, z. B. Alienware AW3423DWF                      |
| 10 bit      | +4 bit=14 bit    | Farbkalibrierbare Panels mit 14 bit-LUT, z. B. Dell Ultrasharp UP3218K |